# Roewe 550
Roewe 550 – samochód osobowy klasy kompaktowej produkowany po chińską marką Roewe w latach 2008–2016. 

## Historia i opis modelu

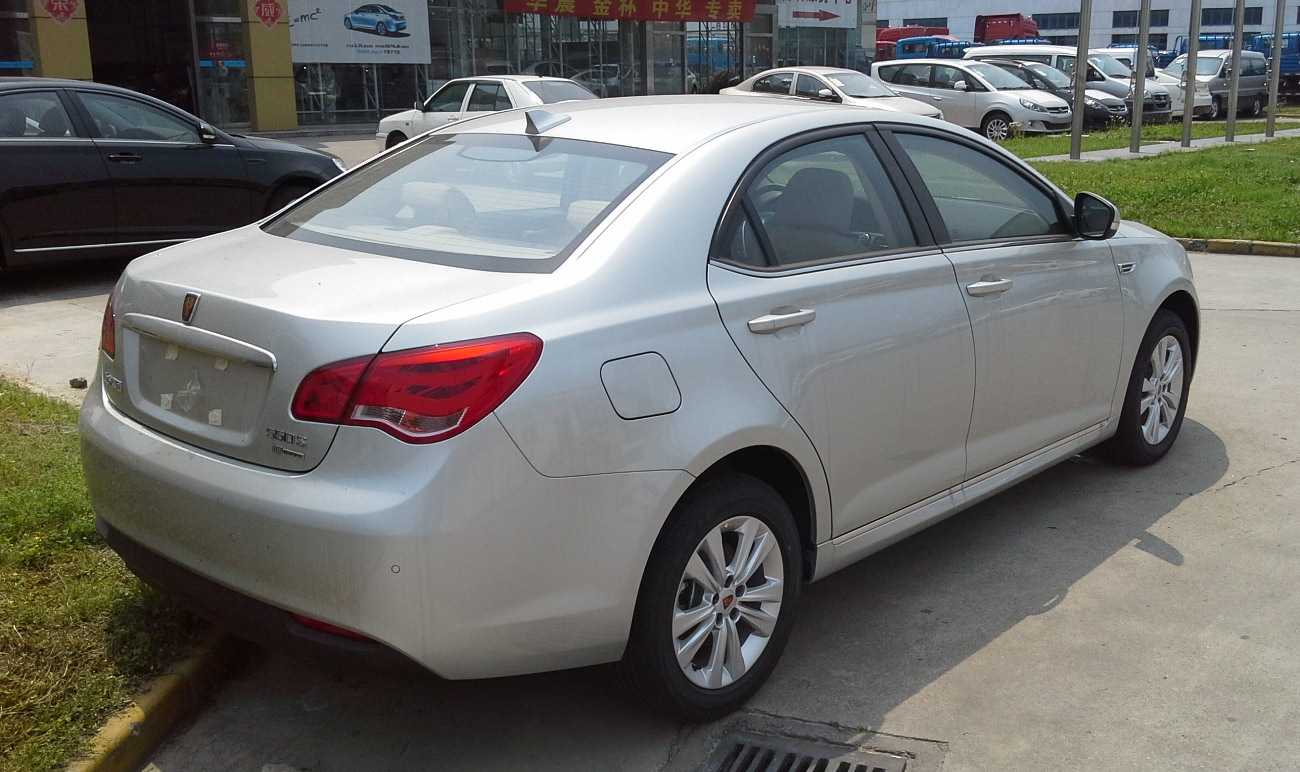
Roewe 550 - tył

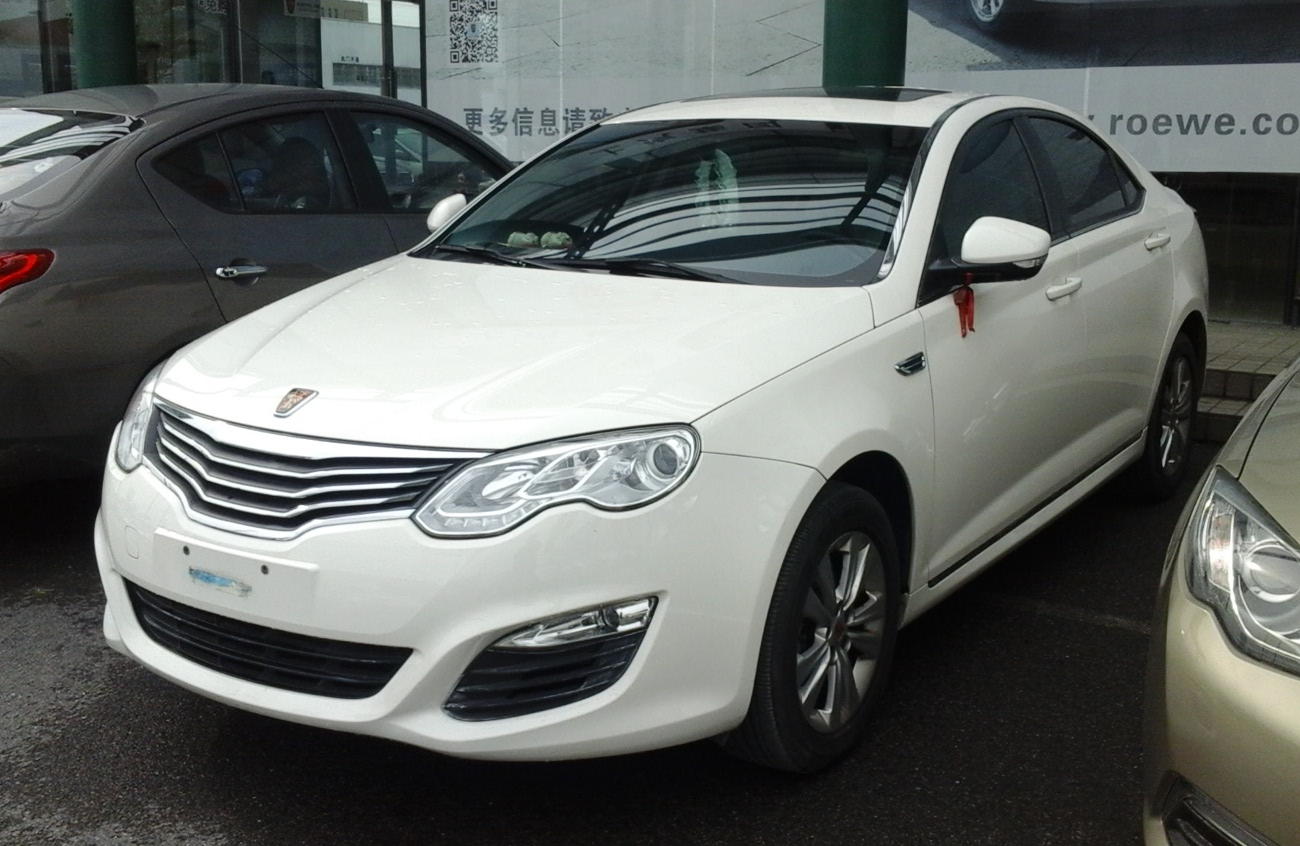
Roewe 550 po liftingu

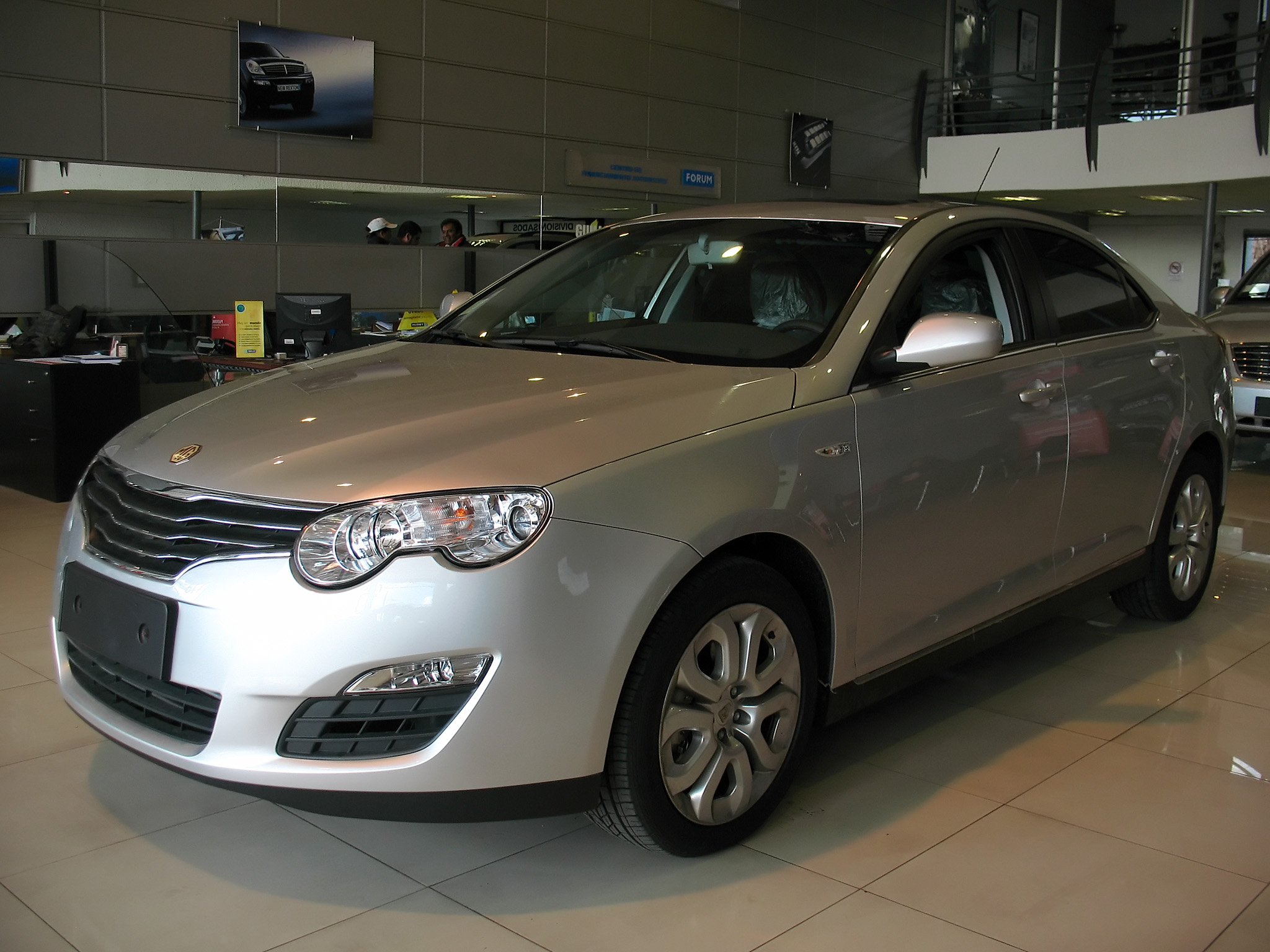
chilijskie MG 550

Kompaktowy sedan 550 powstał jako pierwszy model marki Roewe po przejęciu upadłego brytyjskiego Rover Company przez chiński koncern SAIC. Studyjną zapowiedzią pojazdu był prototyp Roewe W2 Concept przedstawiony w kwietniu 2007 roku. Produkcyjny model powstał z kolei jako rozwinięcie nieukończonego projektu Rover RDX60, nad którym w pierwszych latach XXI pracowało MG Rover. Roewe 550 powstał przy zaangażowaniu dawnych konstruktorów i projektantów Rovera, włącznie z dawnym projektantem brytyjskiego przedsiębiorstwa, Anthonym Williamsem-Kellym, który odpowiedzialny był za stylistykę pojazdu.
Kabina pasażerska Roewe 550 utrzymana została w luksusowym wzornictwie, z beżowym wykończeniem kierownicy, deski rozdzielczej i foteli, a także mieszanką imitacji drewna i aluminium w topowym wariancie wyposażeniowym. Charakterystycznym elementem stały się cyfrowo-analogowe zegary, z centralnie umieszczonym obrotomierzem i obustronnymi wyświetlaczami. Pod jednym daszkiem umieszczono także wyświetlacz przedstawiający wskazania m.in. radia, a także nawigacji.
Do wyboru dostępne były dwie jednostki napędowe, wolnossąca i turbodoładowana R4 1,8 l. Pierwsza z nich osiąga moc 133 KM (98 kW) przy 6000 obr./min. i moment obrotowy 170 Nm przy 4000 obr./min, druga zaś 160 KM (118 kW) przy 5500 obr./min. i 215 Nm przy 2500-4000 obr./min. Prędkość maksymalna dla podstawowej wersji wynosi 188 km/h, dla mocniejszej 205 km/h. Napęd przenoszony jest przez 5-biegową automatyczną bądź manualną skrzynię biegów na oś przednią. Przednie zawieszenie oparte jest na kolumnach McPhersona, tylne zaś to konstrukcja wielowahaczowa.

### e550
W 2013 roku Roewe przedstawiło spalinowo-elektryczny wariant postaci modelu e550. Hybrydowy układ napędowy typu plug-in rozwinął łączną moc 197 KM, na co złożył się czterocylindrowy silnik benzynowy o pojemności 1,5-litra i elektryczny silnik o mocy 105 KM. Bateria o pojemności 11,8 kWh umożliwiała jazdę na energii elektrycznej do 60 kilometrów na jednym ładowaniu.

### Lifting
W kwietniu 2013 roku podczas Shanghai Auto Show Roewe przedstawiło zmodernizowane 550. Samochód zyskał przemodelowane reflektory i zderzak, a także nowe oświetlenie LED oraz przeprojektowane detale kabiny pasażerskiej. Pojawiły się m.in. inne materiały wykończeniowe i większy wyświetlacz systemu multimedialnego.

### Sprzedaż
W 2008 roku koncern SAIC rozpoczął eksport Roewe 550 do Chile jako pierwszego zagranicznego rynku. Pojazd przyjął tam nazwę MG 550. W 2013 roku pod tą samą nazwą pojazd zadebiutował także na rynkach Bliskiego Wschodu, jak Oman, Zjednoczone Emiraty Arabskie czy Arabia Saudyjska.

### Silniki
- R4 1.8l Kavachi
- R4 1.8l Kavachi Turbo
- R4 1.5l PHEV